# Adansonia (tidskrift)
Adansonia är en tidskrift utgiven av franska Naturhistoriska Riksmuseet (Muséum national d'Histoire naturelle) i Paris. Den innehåller vetenskapliga arbeten publicerade på franska eller engelska rörande blomväxters utbredning, diversitet och systematik.
Tidskriften utkommer idag två gånger om året, och hette före 1997 Bulletin du Muséum national d'histoire naturelle. Section B, som i sig var en sammanslagning av Notulae systematicae och Bulletin du Muséum national d'histoire naturelle. Section B, Botanique, biologie et écologie végétales, phytochimie.